# Bundesgesetz über das bäuerliche Bodenrecht
Das Bundesgesetz über das bäuerliche Bodenrecht (BGBB) „regelt den Rechtsverkehr mit landwirtschaftlichem Boden. Es enthält Bestimmungen darüber, wer unter welchen Voraussetzungen landwirtschaftliche Gewerbe und Grundstücke erwerben darf; es beschränkt deren Verpfändung, Teilung und Zerstückelung“.

## Geschichte und Charakter

### Geschichte
Vor der Einführung des BGBB waren die Normen, die das bäuerliche Bodenrecht betrafen, auf diverse Gesetze verteilt: Auf das Zivilgesetzbuch (ZGB; SR 210), das Obligationenrecht (OR; SR 220), das Bundesgesetz vom 12. Juni 1951 über die Erhaltung des bäuerlichen Grundbesitzes (EGG; SR 211.412.11), das Bundesgesetz vom 12. Dezember 1940 über die Entschuldung landwirtschaftlicher Heimwesen (Entschuldungsgesetz, LEG; SR 211.412.12), das Bundesgesetz vom 3. Oktober 1951 über die Förderung der Landwirtschaft und die Erhaltung des Bauernstandes (LwG, SR 910.1) sowie die Verordnungen über die Entschuldung landwirtschaftlicher Heimwesen (SR 211.412.120) und die Verhütung der Ueberschuldung landwirtschaftlicher Liegenschaften (SR 211.412.121). Bereits diese Aufzählung macht deutlich, dass die damalige Situation äusserst unübersichtlich und unbefriedigend war. Mit dem Erlass des BGBB wurde dieser Missstand behoben und die Normen, die das bäuerliche Bodenrecht betreffen, in einem Gesetz zusammengefasst.

### Zweck
Art. 1 Abs. 1 des BGBB definiert in seinen lit. 1-3 als Programmartikel den Zweck des Gesetzes:
1. das bäuerliche Grundeigentum zu fördern und namentlich Familienbetriebe als Grundlage eines gesunden Bauernstandes und einer leistungsfähigen, auf eine nachhaltige Bodenbewirtschaftung ausgerichteten Landwirtschaft zu erhalten und ihre Struktur zu verbessern;
2. die Stellung des Selbstbewirtschafters einschliesslich diejenige des Pächters beim Erwerb landwirtschaftlicher Gewerbe und Grundstücke zu stärken;
3. übersetzte Preise für landwirtschaftlichen Boden zu bekämpfen.

Dem Zweck des BGBB entsprechend ist es ein eher protektionistisches Gesetz. Es ist insofern eine Ausgestaltung von Art. 104 BV („[N]ötigenfalls abweichend vom Grundsatz der Wirtschaftsfreiheit fördert der Bund die bodenbewirtschaftenden bäuerlichen Betriebe“). Aber auch der Gesetzgeber hat deutlich zum Ausdruck gebracht, dass mit dem Gesetz protektionistische Ziele verfolgt werden: „Im Vordergrund der strukturpolitischen Massnahmen [die mit dem BGBB erreicht werden sollen] steht die Möglichkeit, gegen die stückweise Veräusserung erhaltenswürdiger Gewerbe einzuschreiten“. „All jene werden vom Bodenmarkt ausgeschlossen, die landwirtschaftliche Gewerbe und Grundstücke überwiegend als Kapitalanlage oder als Spekulationsobjekt zu erwerben trachten“.

### Verflechtung mit anderen Gesetzen
Das BGBB ist eng verflochten mit dem Bundesgesetz vom 22. Juni 1979 über die Raumplanung (Raumplanungsgesetz, RPG). Darin wird definiert, wie das zur Verfügung stehende Land zu nutzen ist und dass eine Einteilung des Bodens in verschiedene Zonen erfolgt. Diese geben über seine Nutzungsmöglichkeiten Auskunft und erlauben oder verbieten bestimmte Nutzungen. So werden in sogenannten Nutzungsplänen vorab Bau-, Landwirtschafts- und Schutzzonen definiert (Art. 14 Abs. 2 RPG).

## Systematischer Aufbau
1. Titel: Allgemeine Bestimmungen
  1. Kapitel: Zweck, Gegenstand und Geltungsbereich
  2. Kapitel: Begriffe
2. Titel: Privatrechtliche Beschränkungen des Verkehrs mit landwirtschaftlichen Gewerben und Grundstücken
  1. Kapitel: Erbteilung
  2. Kapitel: Aufhebung von vertraglich begründetem gemeinschaftlichem Eigentum
  3. Kapitel: Veräusserungsverträge
3. Titel: Öffentlichrechtliche Beschränkungen des Verkehrs mit landwirtschaftlichen Gewerben und Grundstücken
  1. Kapitel: Realteilung landwirtschaftlicher Gewerbe und Zerstückelung landwirtschaftlicher Grundstücke
  2. Kapitel: Erwerb von landwirtschaftlichen Gewerben und Grundstücken
  3. Kapitel: Zivil- und verwaltungsrechtliche Folgen
4. Titel: Massnahmen zur Verhütung der Überschuldung
5. Titel: Verfahren, Rechtsschutz
  1. Kapitel: Verfahrensvorschriften
  2. Kapitel: Rechtsschutz
6. Titel: Schlussbestimmungen
  1. Kapitel: Vollzug
  2. Kapitel: Änderung und Aufhebung von Bundesrecht
  3. Kapitel: Übergangsrecht
  4. Kapitel: Referendum und Inkrafttreten

## Allgemeine Prinzipien
Den angestrebten Schutz der schweizerischen Landwirtschaft erreicht das Gesetz über mehrere Definitionen. So stellt das Gesetz fest, was ein
landwirtschaftliches Grundstück ist und dass sogenannte landwirtschaftliche Gewerbe existieren, die ebenfalls unter den Anwendungsbereich des BGBB fallen. Beide sind wiederum durch das Zerstückelungs- und das Realteilungsverbot geschützt.

### Landwirtschaftliches Grundstück
Landwirtschaftlich ist ein Grundstück im Sinne des BGBB dann, wenn es – faktisch (Art. 6 Abs. 1 BGBB) – landwirtschaftlich genutzt werden kann. Das BGBB ist aber nur dann auf diese landwirtschaftlichen Grundstücke anwendbar, wenn die landwirtschaftliche Nutzung auch rechtlich zulässig ist und es sich nicht in der Bauzone befindet. Art. 2 Abs. 2 BGBB definiert noch weitere Elemente, die ebenfalls dem BGBB unterstehen können.

### Landwirtschaftliches Gewerbe
Kommen auf einen Eigentümer (und auch langfristigen Pächter) mehrere landwirtschaftliche Grundstücke zusammen und erreicht die Summe eine bestimmte Grösse, liegt ein landwirtschaftliches Gewerbe vor. Diese Summe ist erreicht, wenn zur Bearbeitung der Fläche eine Standardarbeitskraft (SAK) nötig ist (Art. 7 Abs. 1 BGBB). Da jedoch auch die örtlichen Verhältnisse zu berücksichtigen sind (Art. 7 Abs. 4 lit. a BGBB), haben sich in den einzelnen Gebieten verschiedene Flächen-Grössenordnungen herausgebildet, ab denen ein landwirtschaftliches Gewerbe angenommen wird. Dies liegt an der je nach Gebiet unterschiedlichen Landwirtschaft (ein Gemüsebauer benötigt zum Beispiel mehr Land als ein Viehbauer), aber auch an den Gebieten an sich (bspw. Seeland oder Alp).

### Zerstückelungsverbot
Das Zerstückelungsverbot verbietet es, Teile von landwirtschaftlichen Grundstücken abzutrennen, die kleiner als 25 Aren (oder 15 Aren für Rebgrundstücke) sind (Art. 58 Abs. 2 BGBB). Kantonal kann diese Grenze angehoben werden. Diese Kompetenz wird regelmässig genutzt. So beträgt die Grenze im Kanton Bern 36 Aren (für Rebgrundstücke gilt die nationale Grenze).

### Realteilungsverbot
Ganze landwirtschaftliche Grundstücke dürfen dann nicht veräussert werden, wenn sie zu einem landwirtschaftlichen Gewerbe gehören (Art. 58 Abs. 1 BGBB).
Da diese Regeln, strikt befolgt, bei weitem zu eng und daher nicht sachgerecht wären, werden sie durch eine Reihe von Ausnahmen durchbrochen. Diese sind in den Art. 59 f. BGBB geregelt und äusserst umfangreich. Auf der anderen Seite muss der potentielle Erwerber der Grundstücke wiederum über eine Bewilligung zum Erwerb landwirtschaftlicher Grundstücke oder Gewerbe verfügen (Art. 61 ff. BGBB).